# Remena-rocs comú

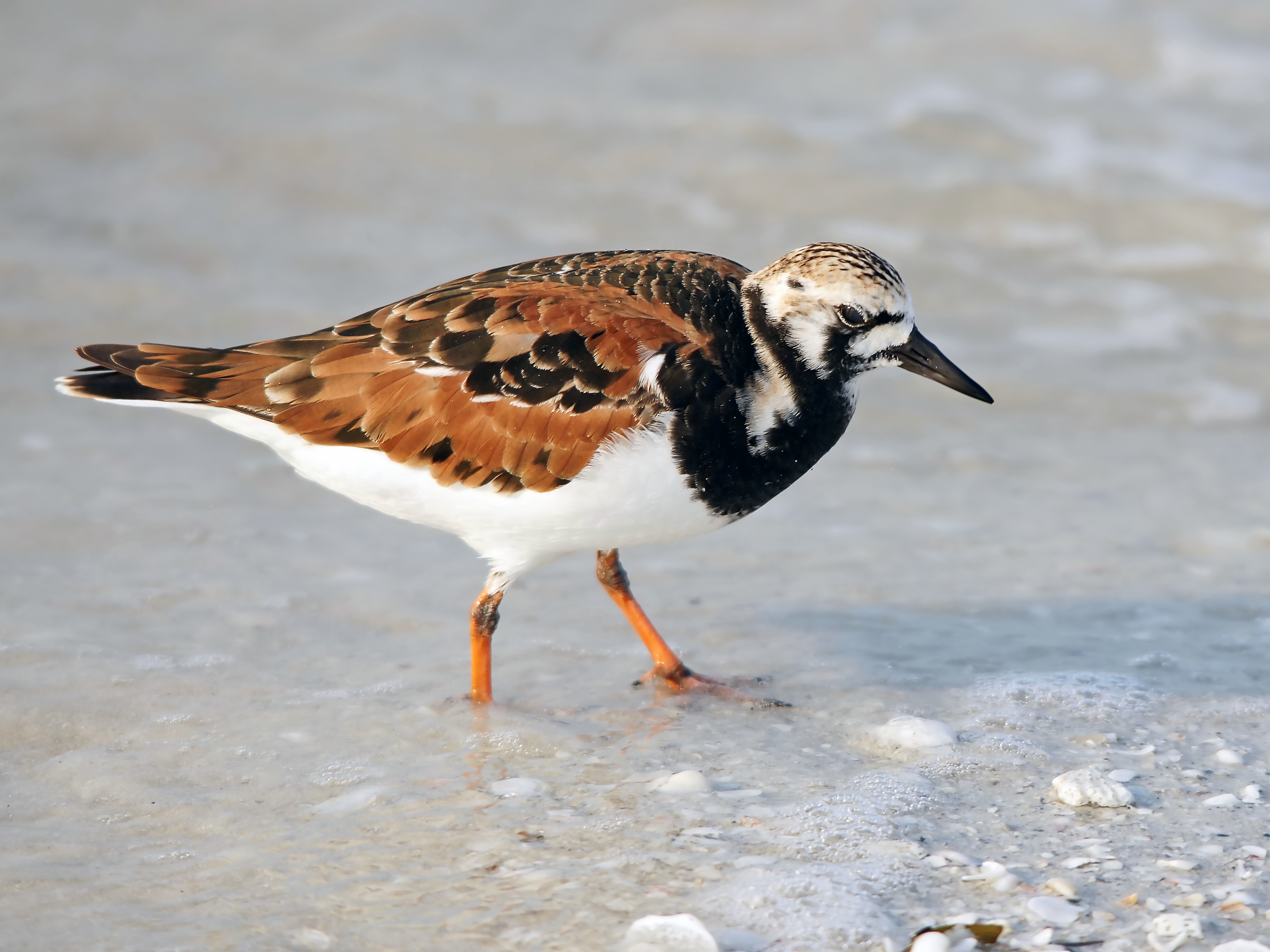
Ocell adult a l'Àrtic amb plomatge de l'època de reproducció

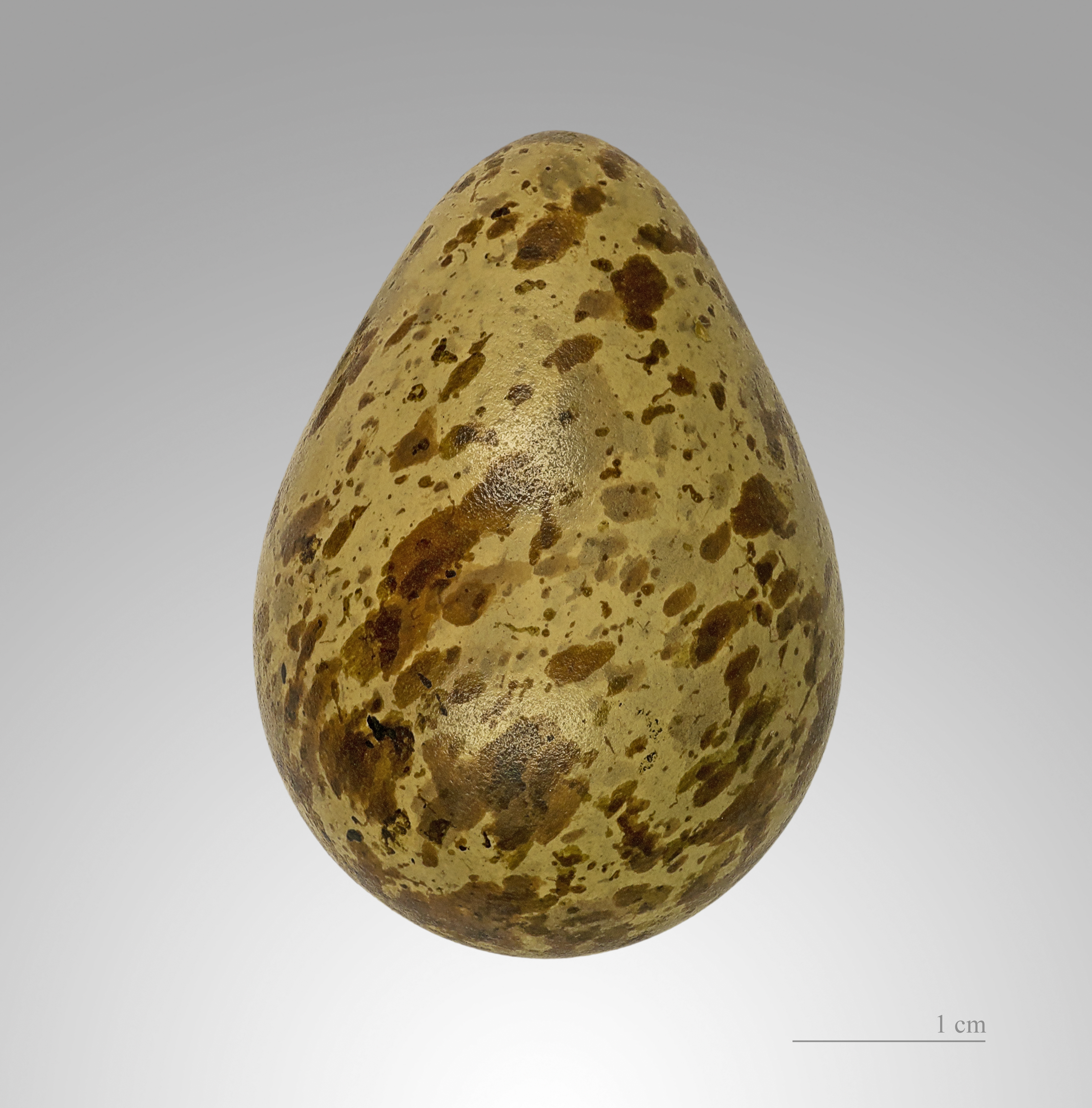
Arenaria interpres

El remena-rocs comú, picaplatges, pitnegre o girapedres (Arenaria interpres) és un ocell menut del gènere Arenaria.

## Particularitats
El picaplatges és un ocell migratori que es reprodueix a la tundra de les zones àrtiques, generalment no gaire lluny de les platges o ribes d'estuaris. Es troba des de l'Àrtic fins a les zones tropicals. Durant l'hivern arriba ocassionalment a les platges de les Illes Balears, sobretot a Mallorca i a les Pitiüses, i també, ans que més rarament, al País Valencià.
Es coneix amb el nom de "picaplatges" perquè viu a les platges, caminant a la zona propera a la línia de marea, i picant contínuament la sorra a la vora de l'aigua. El nom "remena-rocs" (o "girapedres") és una traducció del nom anglès turnstone.
Menja generalment crustacis marins dels gèneres Gammarus, Idothea, Talitrus, Orchestia i Ligia, caragols marins del gènere Littorina a més d'insectes, cucs o restes de peixos i mol·luscs que pugui trobar remenant la sorra o entre les algues.

## Subespècies
- Arenaria interpres interpres (Linnaeus, 1758)
- Arenaria interpres morinella (Linnaeus, 1766)